# Bitwa pod Beroją
Bitwa pod Beroją (obecnie Stara Zagora) odbyła się w 1122 roku między Pieczyngami a Cesarstwem Bizantyńskim pod panowaniem cesarza Jana II Komnena (rz. 1118–1143) w dzisiejszej Bułgarii. Bizantyńska armia wygrała bitwę, co spowodowało koniec znaczenia Pieczyngów jako odrębnego, niezależnego ludu.

## Tło
W 1091 r. Pieczyngowie najechali Cesarstwo Bizantyńskie i ponieśli miażdżącą klęskę w bitwie z ojcem Jana II, Aleksym I Komnenem (rz. 1081–1118) pod Levounion. Ta porażka oznaczała likwidację Pieczyngów, którzy brali udział w wyprawie jako samodzielnej siły, jako że ocalali mężczyźni zostali wcieleni do armii bizantyńskiej, jednak niektóre grupy Pieczyngów nie uczestniczyły w inwazji. Po ataku Połowców w 1094 roku, wielu Pieczyngów zostało zabitych lub zasymilowanych. Niemniej jednak, niektóre grupy nadal zachowały autonomię.
W 1122 r. Pieczyngowie najechali Bizancjum od strony ruskich stepów, przekraczając granicę na Dunaju. Według Michaela Angolda możliwe jest, że ich inwazja cieszyła się cichym przyzwoleniem Włodzimierza Monomacha (rz. 1113–1125), władcy Kijowa, biorąc pod uwagę, że Pieczyngowie byli niegdyś jego oddziałami pomocniczymi. Resztki Oguzów i Pieczyngów zostały wygnane z Rusi Kijowskiej w 1121 r. Inwazja stanowiła poważne zagrożenie dla cesarskiej kontroli nad północnymi Bałkanami. Cesarz Jan II Komnen decydując się pokonać i odeprzeć najeźdźców, przesunął swoje wojsko z Azji Mniejszej (gdzie było zajęte walkami z Seldżukami) do Europy, i przygotował do marszu na północ.

## Bitwa

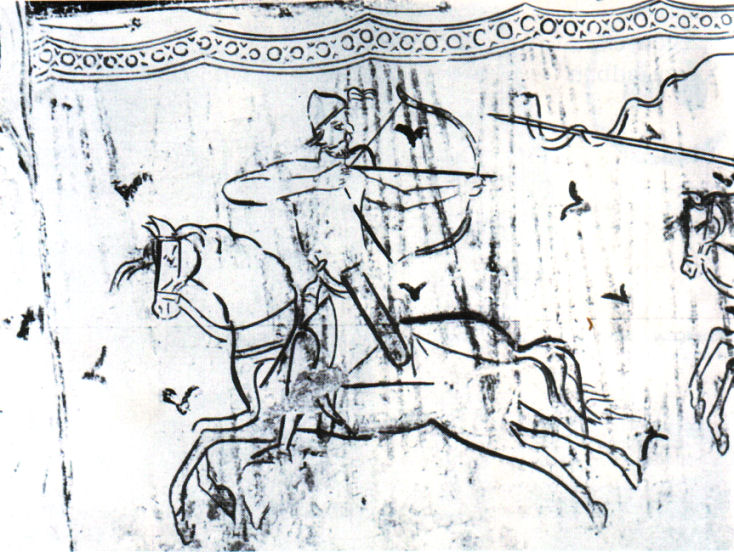
Strzelec konny podczas bitwy. Ilustracja z północnych Włoch z X wieku.

Cesarz bizantyński zgromadził swoje wojska w pobliżu Konstantynopola i wyruszył na jak najszybsze spotkanie z Pieczyngami. Tymczasem przekroczyli oni Starą Płaninę i założyli obóz w okolicy miasta Beroja w Tracji. Jan II Komnen użył fortelu, proponując wodzom Pieczyngów korzystny dla nich traktat. Podstęp się udał, więc Pieczyngowie zostali skutecznie zaskoczeni nagłym atakiem poważnych sił Bizancjum na ich szyk taborowy. Uformowali się w fale łuczników konnych, nieustannie ostrzeliwujących wroga. Oparli swoją obronę na taborze, który poza ostatnim punktem oporu był magazynem strzał. Bitwa była zażarta, a sam cesarz został zraniony w nogę przez strzałę. Bizantyńczykom udało się jednak zmusić Pieczyngów do odwrotu do szyku taborowego. Pieczyngowie bronili się tam skutecznie, do czasu ataku gwardii wareskiej, elitarnej ciężkiej piechoty cesarzy bizantyńskich. Waregowie, uzbrojeni w charakterystyczne duńskie topory, wywalczyli sobie drogę przez tabory, załamując szyk Pieczyngów i wywołując popłoch w ich obozie. Zwycięstwo Bizancjum było pełne, a ocalali Pieczyngowie zostali pojmani i wcieleni do armii bizantyńskiej. 

## Skutki

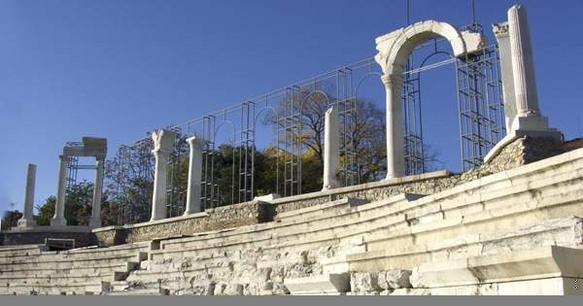
Rzymski amfiteatr w mieście Beroja

Zwycięstwo Bizancjum faktycznie położyło kres Pieczyngom jako niezależnej sile. Przez pewien czas znaczące społeczności Pieczyngów pozostawały na Węgrzech, ale w końcu przestali oni być odrębnym narodem i zostali zasymilowani z sąsiednimi nacjami, takimi jak Bułgarzy czy Маdziarzy. Dla Bizantyńczyków zwycięstwo nie doprowadziło do pokoju, ponieważ Węgrzy zaatakowali Braniszewo, bizantyńską forpocztę na Dunaju w 1128 roku. Jednak zwycięstwo nad Pieczyngami, a później Węgrami, sprawiło, że duża część Półwyspu Bałkańskiego pozostała pod kontrolą cesarstwa, pozwalając Janowi skupić się na rozszerzaniu siły i wpływów Bizancjum w Azji Mniejszej i Ziemi Świętej.